# Артилерія як рушій гірничо-металургійних технологій
Артилерія як рушій гірничо-металургійних технологій

## Раннє Середньовіччя
Європейське виробництво міді та заліза в епоху раннього середньовіччя зазнало суттєвого спаду, характерного для загального зменшення товарної продукції порівняно з періодом пізньої античності. Пожвавлення гірничодобувної діяльності спостерігається лише з часів політичного об'єднання германських племен у Франкській Імперії Карла Великого (з 800 р.), а пізніше — у Священній Римській імперії (з 962 р.). Широко знані гірничі укази Оттона I, якого завдяки відкритим на німецьких землях рудним родовищам прозвали Багатим. Залізо залишалося основною сировиною для холодної зброї та сільськогосподарських знарядь, мідь — продуктом для відливання численних церковних дзвонів (деякі з них мали величезні розміри), а також скульптур, прикрас, побутового начиння.
Істотні зміни в структурі споживання виробничих металів, які позначилися на помітному збільшенні видобутку руд і розвитку нових металургійних технологій, були пов'язані з винаходом і розвитком вогнепальної зброї, зокрема артилерії, яка з часом стає головним споживачем бронзи та заліза. Порох, вогнепальна зброя та безпосередньо гармати прийшли в Європу зі Сходу, де їх було створено зусиллями китайських і арабських винахідників.
Певних даних щодо часу отримання пороху немає. Відома версія про винахід пороху в середині I тис. до Р. Х. у Китаї, проте, навіть у разі її достовірності, таємниця виготовлення пороху була швидко втрачена. Першим, хто описав процес виробництва пороху, вважається Вей Боян — китайський алхімік ІІ ст., автор тритомного трактату з алхімії «Цаньтунці» (142 р.). Трактати китайських алхіміків раннього середньовіччя свідчать про наближення до відкриття вибухової суміші на основі сірки, селітри та деревного вугілля.
Найбільш повний опис вибухової речовини міститься у «Безцінних рецептах» алхіміка Сунь Симяо (682 р.). Писемні свідчення застосування пороху у військових діях походять з китайських джерел на межі I та II тисячоліть нашої ери. 1044 р. вийшов трактат Цинь Кунлі «Основи військової справи», що містив рекомендації до застосування пороху.

## XI ст
У XI ст. в столиці сунського Китаю місті Кайфин було збудовано перший великий арсенал, що виробляв порох, вибухові пакети, запалювальні стріли, а трохи пізніше — чавунні гранати (два спарені чавунні циліндри, начинені порохом і оснащені запалювальним ґнотом), які катапультами закидалися в осаджене місто. Поворотним пунктом у розвитку вогнепальної зброї став винахід збройового ствола, що задавав напрямок руху кулі. Писемні джерела свідчать, що цей винахід було зроблено Чень Гуєм 1132 р. і успішно використано під час захисту міста Деань (нинішній Аньлу в провінції Хубей). Прототип пищалі («хоцян») мав бамбуковий ствол, заряджався порохом і діяв як вогнемет, пізніше в заряд почали додавати дрібну картеч («тухоцян»). Згадка про перші гармати («грім, що здригає небеса») належить до 1232 р. (оборона Кайфиня від військ монгольського хана Хубілая). У другій половині XIII ст. стволи вогнепальної зброї відливали в Китаї з міді та заліза, тобто була створена артилерійська зброя в сучасному розумінні.
Успішне виробництво й розповсюдження гармат у Китаї ґрунтувалось на сталих успіхах металургії та гірництва, особливо у сфері технологій заліза. Розробляли як родовища бурих залізняків (круглясті зерна або пласкі диски діаметром 5—10 мм, які черпали з дна озер та боліт), так і корінні поклади залізистих кварцитів у гірських масивах. Поряд із кричним металом китайці ще в середині I тис. до Р. Х. (майже на два тисячоліття раніше за європейців) оволоділи методами отримання й лиття чавуну. Перша згадка про чавун є в літописі «Цзочжуань» у записі, що належить до 513 р. до Р. Х. Там зокрема повідомляється, що чиновник царства Цзинь (сучасна провінція Шансі) на ім'я Чжао Ян за допомогою міхів виплавив чавун і відлив з нього триножник, на якому відобразив приписи карного кодексу. Ще одним технологічним проривом китайських металургів було відкриття в II ст. до Р. Х. технології виробництва сталі з чавуну. Цей працемісткий спосіб дістав назву «сто очищувань». Він полягав у багаторазовому інтенсивному обдуванні повітрям розплавленого чавуну під час його перемішування. Це забезпечувало сполуку вуглецю чавуну й кисню повітря, що приводило до зменшення частки вуглецю в металі й наближення його до властивостей сталі. Про цей винахід згадується в трактаті «Хайнань-цзи» (122 р. до Р. Х.) . Важливий для продукування чавуну винахід повітродуву, що приводився у дію енергією води, був зроблений інженером Ду Ші в 31 р. нашої ери. Опис подібного пристрою зберігся в енциклопедії Ван Чженя «Нун шу» (1313 р.). З рисунка видно, що нижнє колесо, яке оберталося течією води, передавало зусилля на верхнє приводне колесо, що кріпилося на одній осі з першим; ексцентрикова передача приводила в рух систему проміжних важелів, поєднаних з міхами, які подавали дуття в горно.
Використання для дуття гідроенергії суттєво сприяло прогресу металургійного виробництва, оскільки забезпечило можливість збільшення габаритів плавильних печей (зокрема їх висоти) і підвищення температури плавки. Це, своєю чергою, змінило хід металургійного процесу в горні та вможливило виробництво чавуну великими кількостями. Технологія чавунного литва була дуже розвиненою в Китаї, про що свідчать унікальні монументи й пам'ятники. Важливою віхою розвитку металургійного мистецтва стало виробництво гарматних стволів із чавуну зі зменшеним вмістом вуглецю. Характерною особливістю металургійного виробництва були печі малих розмірів, що споруджувались у великих кількостях. Цікаво, що в Китаї та Японії такі печі були поширені майже до самого XX ст.
Ще одним помітним кроком на шляху вдосконалення металургійних процесів було застосування в плавильних печах кам'яного вугілля. Можливість його використання у вигляді палива була відкрита китайцями в епоху Хань (імовірно у II ст. до Р. Х.) . У «Літописі династії Хань» про кам'яне вугілля записано: «Камені, знайдені в області Юйчжанцзюнь (сучасна провінція Цзянсі), можуть слугувати паливом». Вже у II ст. нашої ери викопне вугілля стає в Центральному Китаї загальновідомим типом палива, а з III ст. застосовується для витоплення заліза. Професія вуглекопа стає знаною й шанованою.
З епохи раннього середньовіччя дійшов канон «Про води», в якому зокрема відзначається: «У двостах лі на північ від Цюйлі (сучасний повіт Кучар у Синьцзяні) є велика гора. Над нею вогняна заграва вночі й клуби диму вдень. Люди беруть кам'яне вугілля з цієї гори та плавлять його вогнем залізну руду з цієї ж гори. І так на 36 ділянках». Видатний китайський поет Су Ши (XI ст.), який займав посаду державного сановника династії Сун, був організатором пошуків кам'яного вугілля в районі Сюйчжоу для витоплення заліза. Розвідувальна експедиція була увічнена ним у вірші «Похід за кам'яним вугіллям» (1078 р.). У енциклопедії Сун Ін-сіна «Тянь гун кай у» (1637 р.) подано ілюстрований опис середньовічного видобутку вугілля. Максимальна глибина вугільних шахт сягала 80 — 100 м.
Крім витоплення заліза, вугілля застосовували для обпалення порцеляни, виварювання солі, а також для побутових потреб. Відомий венеційський мандрівник Марко Поло, який прожив у Китаї майже сімнадцять років, згадує у своїй «Книзі чудес» (1298 р.) про горючі «чорні камені», які видобувають у горах Північного Китаю. Він відзначав, що завдяки цим каменям: «Майже немає нікого, хто б не купався в теплій воді, принаймні, тричі на тиждень, а взимку навіть щоденно, якщо дозволяли статки… Дров у них багато, але палять вони каміння, тому що дешевше і дерева зберігаються». Таким чином, розвиток вугільного промислу в Китаї, технології виробництва заліза та артилерійські досягнення на кілька століть випередили європейський досвід.
Китайські артилерійські досягнення доволі швидко стали відомі в Японії, причому основним металом гарматних стволів тут була мідь. Середньовічна Японія була одним із азійських лідерів видобутку міді, експорт якої здійснювався в країни Азії (в першу чергу в Китай), а з XVII ст. — також в Європу (Голландію). Старовинні японські гравюри дають уявлення про особливості місцевої розробки й збагачення мідних руд. Основним способом руйнування порід була відбійка за допомогою долота й молотка. Кріплення виробок здійснювали лише на окремих, найбільш небезпечних ділянках. Використовували рамне кріплення, виготовлене з бамбука. Руду виносили в мішках або кошиках похилими виробками. Світильниками правили великі черепашки (мушлі) морських тварин. Вибійник носив ззаду мату, сплетену з соломи (аналог шкіряної мати європейського гірника). Для збагачення руди широко застосовували водний метод, причому ручне промивання руд велося на решетах, вироблених з волокон бамбука.
Перший гірничий кодекс «Тайхоре» з'явився в Японії 701 р., що свідчить про значний розвиток гірництва вже в ранньому середньовіччі. Згідно з цим кодексом населення дістало право на вільний пошук і розробку руд в тих місцевостях, де цим не займалася держава.
708 р. в Тітібу (провінція Мусасі) було відкрите величезне родовище мідних руд. У зв'язку з цією нагодою в'язням була дарована загальна амністія, а населення звільнено на рік від сплати податків. У тому ж VIII ст. завдяки мистецтву японських ливарників була створена унікальна 400-тонна скульптура Будди, яку розмістили в храмі Тодайдзі. На початку XVII ст. перші сьогуни з дому Токугава заснували спеціальне управління гірничими промислами, що сприяло відкриттю й освоєнню потужних родовищ міді в Асіо, Ані, Бессі (Беші). У цей період в Японії розроблялися 34 великих мідних рудники, у яких щороку видобували близько 6 тис. т міді.
Сусідня з Китаєм Індія, яка славилася майстрами залізного промислу, також доволі швидко підхопила ідеї китайських зброярів. Писемні джерела від 1258 р. свідчать про вогнепальні прилади на возах, які належали володарю Делі. Вже в першій половині XIV ст. гармати стають розповсюдженою зброєю в арміях індійських державців. Коли 1498 р. в Індію прибули португальці, вони не без здивування зауважили, що місцева артилерія перебуває на тому ж рівні, що й у них (португальці не могли повірити, що майже ту саму артилерію індуси мали й тоді, коли в Португалії про гармати ще й не чули). З численних гігантських гармат Індії середини XVI ст. збереглася «Малик-і-Майдан», довжина ствола якої становила 8,5 м, зовнішній діаметр — 1,5 м, а вага — 55 т.
Серед видатних досягнень індійських майстрів металу, секрети яких повною мірою не розкриті й нині, слід відзначити неперевершену сталь для холодної зброї — «вутц» або «булат». Навіть для виробництва славетної дамаської сталі первинне залізо надходило з Індії, причому в ньому містилося до 1 % глинозему, кремнезему та вуглецю. На початку XIX ст. англійський учений Майкл Фарадей встановив склад індійських булатів, підтвердивши наявність домішок алюмінію та високий вміст вуглецю (1,3—1,7 %), але опанувати технологію створення подібної сталі він не зміг. Ближче за інших підійшов до секретів булату видатний російській металург Павло Аносов. Його досліди, проведені в Златоусті 1828 р., довели, що властивості булату залежать від кількісного складу та способу введення вуглецю в залізо, а також від режимів охолоджування, загартування та відпуску металу. Поставивши сотні дослідів, Аносов винайшов спосіб отримання булату в тиглях, зброя з якого не поступалася індійським, перським та сирійським аналогам. За праці з удосконалення гірничозаводської техніки і допомогу Луганському та Керченському металургійним заводам рада Харківського університету обрала П. Аносова почесним членом (1846 р.).
Секрет «вутца» полягав ще й у тому, що метал був неоднорідним за складом: шари з високим вмістом вуглецю чергувалися із бідними на вуглець, більш пластичними шарами. Під час кування пластичні шари деформуються, а розриви та мікротріщини, що з'являються в зоні крихкого вуглецевого шару, відразу ж заварюються під тиском навколишнього пластичного металу. Такій шаруватій сталі властиві висока твердість (оскільки вуглецю в середньому багато), в'язкість та пружність. Через високу вартість булатної тигельної сталі, з неї виготовляли лише поодинокі вироби. Як зазначив Аносов: «Дорожнеча робить цей спосіб недостатнім для впровадження великими масштабами, але він ознайомлює зі способом давніх, і пояснює причину цінності досконалих азійських булатів».
Ще одним прикладом дивовижних успіхів індійських металургів можна вважати залізну колону на території мечеті Кутуб Мінар у Старому Делі. Спочатку вона була встановлена в храмі індуїстського бога Вішну в Удайагурі (Центральна Індія), а в Делі перевезена вже пізніше, в XIII ст. Оригінальний напис на металі свідчить, що колона була виготовлена в часи правління Чандрагупти II (376—415 рр.), імператора династії Гуптів. Висота колони — 7,25 м, діаметр у нижній частині — 41 см, а з верхнього капітелеподібного краю — 30 см, вага — більше 6 т. Винятковим явищем є те, що метал колони не підлягає корозії. Вважають, що колона була виготовлена методом ковальського зварювання, що потребувало використовування у виробництві деревного вугілля. Колона складається з чистого заліза (99,7 %) із незначним вмістом фосфору (0,114 %), вуглецю (0,08 %), кремнію (0,046 %), азоту (0,032 %) та сірки (0,006 %). Це приблизно відповідає складу низьковуглецевої сталі. За іншою версією — колону було викувано з метеоритного заліза.
Починаючи з VIII ст., налагоджуються плідні торговельні відносини між Китаєм, Індією та Арабським Халіфатом. Китайська алхімія проникає в арабські країни, вже збагачені знаннями захопленого Халіфатом Єгипту та інших давніх культур. Високий культурний та науковий (алхімічний) рівень арабських учених дозволив їм доволі швидко опанувати секрети китайської та індійської металургії й навіть розвинути їх. Високоміцна холодна зброя з литої мережчатої (плойчатої) сталі, яку виробляли араби, мала широкий попит. Її виробництво ґрунтувалось на фізичних властивостях чавуну та заліза плавитися за різних температур (температура плавлення чавуну — близько 12000С, чистого заліза — більше 15000С). Аль-Біруні так описував ці технології: «Сталь буває двох сортів: перший, коли в тиглі однаковим плавленням стоплюються „нармохан“ (залізо — авт.) і його „вода“ (чавун, — авт.). Вони обидва з'єднуються так, що не відрізняються один від одного. Така сталь підходить для терпугів і їм подібних. Другий сорт отримують, коли в тиглі вказані речовини плавляться неоднаково й між ними не виникає повного змішання. Окремі їх частинки розміщуються впереміш, але при цьому кожна з них помітна за особливим відтінком. Називається це „фаранд“, і в мечах він високо цінується». Міцність і одночасно гнучкість мечів і шабель з «фаранду» пояснюється чергуванням фрагментів дуже твердої й крихкої надвуглецевої сталі з фрагментами в'язкого й м'якого металу.
Славетна дамаська сталь, яка була гордістю арабських зброярів значною мірою повторювала технологію індійського «вутца». Її отримували ковальським зварюванням пластин різних вуглецевих сталей з чавуном і чистим кричним залізом. Такий «пакет» нагрівали в горні, посипаючи флюсом і доводячи до білого розжарення, після чого проковували, розрубували на частини, складали один на один й зварювали знов. Ці операції проводили багаторазово, утворюючи велику кількість шарів (волокон) металу з різними властивостями. Чим більше таких шарів, тим більша загальна товщина зміцненого граничного шару. Значна міцність забезпечувалась також «ефектом тросу»: як розрив одного з сотень волокон не призводить до розриву тросу в цілому, так же і в дамаській сталі поява мікротріщини перерізає лише один сталевий шар і «згасає» в м'якому залізному прошарку. Тому найкраща дамаська зброя вражала своїми міцнісними якостями.

## XI—XII ст
У XI—XII ст. завойована арабами частина Піренейського півострова (Кордовський Халіфат) стає найбільш розвиненою в культурному й технологічному відношенні частиною світу. Саме тут проходить найбільш напружене протистояння (і, одночасно, взаємодія, культурний обмін) між мусульманським та християнським світом. Реконкіста (відвоювання Іспанії), поруч з Хрестовими походами на Близький Схід і опором Візантії мусульманам стають основними напрямками зіткнення цивілізацій Заходу і Сходу. Значний вплив на це протистояння справила вогнепальна зброя. Одним з перших її прототипів можна вважати «грецький вогонь» — запальну суміш на основі нафти, яку візантійці, починаючи з 673 р., застосовували у війнах з арабами (здебільшого в морських баталіях). «Грецький вогонь» вивергали через сифон (мідну трубу) за допомогою міхів, причому далекобійність сифонів сягала 20—25 м.
Перша письмова згадка про порохову вогнепальну зброю датується 1118 р., коли маври використали її під час облоги Сарагоси. Слід відзначити, що ця згадка передує першим даним про вогнепальну збою в Китаї (1132 р.). Більш того, якщо тогочасна китайська зброя («хоцян») мала бамбуковий ствол й лише пороховий заряд (з часом доповнений картеччю), то арабська зброя («модфа») оснащувалась залізною трубкою невеликого діаметра, закріпленою на дерев'яному держаку, й мала можливість вистрілювати свинцеву кулю. Перше надійне свідчення про використання маврами важкої вогнепальної зброї (артилерії) датується 1262 р., коли кастильський король Альфонс Х взяв у облогу місто Пуебло. Хроніст писав, що, відбиваючи атаки іспанців, маври стріляли із залізних гармат «з громом, шумом, великою швидкістю й такою руйнівною силою, яка раніше не була відома». Успіхи іспанського лицарства супроводжувались захопленнями трофейної зброї та опануванням артилерійським мистецтвом. Таким чином, перші гармати з'явилися в арміях іспанських королів, причому порох для них доводилося захоплювати (або таємно купувати) у ворогів.

## ХІІІ—XV ст
Уже 1308 р. іспанці обстрілювали з гармат стіни Гібралтару. 1314 р. іспанські гармати з'явилися в Бургундському герцогстві (зокрема, на території Бельгії), а в середині XIV ст. зразки нової зброї розповсюджуються майже всією Європою.
З 1394 р. гармати з'являються на фортечних стінах Львова, а в 1468 р. тут з'явилася ливарня, яка постачала гармати на територію всього Литовсько-Руського князівства. 1475 р. засновано «Пушкарський двір» у Москві, на якому 1586 р. була відлита одна з найбільших бронзових гармат свого часу, так звана «Цар-пушка», що ніколи не брала участі в бойових діях.
Тривалий час християнська церква стримувала пошуки й розробки вибухових сумішей, розуміючи який небачений «врожай смерті» стоїть за використанням цього винаходу. Недаром Сервантес вклав у вуста Дон Кіхота знаменні слова: «Блаженні то були часи, коли люди ще не знали тих джерелатих, огнедихатих потвор, що ригають сатанинською люттю! Той, хто вигадав гармати, непомалу, мабуть, нагороду приймає в пеклі за диявольський свій винахід, що з його допомогою якась підла й боягузна рука може вкоротити віку мужньому лицареві…». Під тиском наявних обставин (оснащення армії реконкісти вогнестрільною зброєю й нестримне розповсюдження гармат) церква «забуває» свою заборону пороху й 1320 р. офіційно приймає рецепт вибухової суміші ченця-францисканця Бертольда Шварца. Місцем відкриття пороху оголошено німецький Фрайбург. З цього часу починається «дозволене» вдосконалення вогнепальної зброї та технологій її виготовлення.
Перші європейські гармати виготовляли з ковкого кричного заліза. Зазвичай, залізні листи згортали в трубку й зварювали гарячим куванням або свинцевим припоєм. Великокаліберні гармати виковували з сотень зварених разом залізних штаб. Хоча стволи зміцнювали кількома залізними або мідними обручами, їх часто розривало під час пострілів. Річ у тім, що під час пострілу ствол на якусь мить «роздувається», а після виходу набою знов набуває первинної форми; саме цього «роздуття» й не витримували зварні шви. На рубежі XIV—XV ст. мав місце перехід від кування стволів до ливарних технологій. Цьому передував винахід особливого сплаву гарматної бронзи (вміст олова від 7 до 11 %), яка відрізнялася міцністю, в'язкістю та пластичністю. Технологія лиття стволів була швидко освоєна металургами, оскільки ливарне мистецтво було вже поширене на більш складні форми церковних дзвонів. Литво відкрило нові можливості не тільки для підвищення якості й поточності виробництва гармат, але й для виготовлення стволів великих калібрів. Яскравим прикладом успішного застосування такої зброї є 12 гігантських бомбард, відлитих з бронзи угорським майстром Урбаном, які турецький султан Мехмед Завойовник використав під час облоги Константинополя 1453 р. Довжина гарматних стволів цих бомбард сягала 12 м, діаметр — 93 см, вага — 32 т.

## XVI—XVII ст
Майже до XVII ст. бронза залишається головним металом артилерії, а видобуток міді й олова — пріоритетним напрямком розвитку гірництва. Потреба цих металів ще більш посилюється, коли поруч з фортифікаційною й польовою артилерією вітрильні морські судна почали оснащувати численними важкими гарматами. Про масштаби застосування корабельної артилерії у XVI ст. можна судити з чисельності Іспанської армади, яка в битві з англійським флотом у Ла-Манші нараховувала 130 важких кораблів, оснащених 2430 бронзовими гарматами, й мала запас 124 тис. чавунних ядер. Подібні флоти мали Англія, Італія, Туреччина й деякі інші країни. Вже в епоху середньовіччя «гонка озброєнь» стає основним стимулом гірничо-металургійного розвитку провідних європейських країн. Примітно, що гармаші середньовіччя не входили до складу регулярного війська й становили особливу відокремлену касту, яка пильно охороняла таємниці свого фаху.